# Moordown
Moordown – dzielnica miasta Bournemouth, w Anglii, w Dorset, w dystrykcie (unitary authority) Bournemouth, Christchurch and Poole. W 2011 roku dzielnica liczyła 10 047 mieszkańców.